# فرانتس هامرل
فرانتس هامرل (انگلیسی: Franz Hammerl; ۹ اکتبر ۱۹۱۹ – اوت ۲۰۰۱ (aged 81)) بازیکن فوتبال اهل آلمان بود.
از باشگاه‌هایی که در آن بازی کرده‌است می‌توان به باشگاه فوتبال مونیخ ۱۸۶۰ اشاره کرد.
وی همچنین در تیم ملی فوتبال آلمان بازی کرده‌است.